# Batik Nau (plaats)
Batik Nau is een bestuurslaag in het regentschap Bengkulu Utara van de provincie Bengkulu, Indonesië. Batik Nau telt 672 inwoners (volkstelling 2010).